# Waterford (wieś w stanie Wisconsin)
Waterford – wieś w Stanach Zjednoczonych, w stanie Wisconsin, w hrabstwie Racine.